# Kanton Aix-en-Provence-Sud-Ouest
Kanton Aix-en-Provence-Sud-Ouest is een voormalig kanton van het Franse departement Bouches-du-Rhône. Het kanton maakte deel uit van het arrondissement Aix-en-Provence. Het werd opgeheven bij decreet van 27 februari 2014, met uitwerking op 22 maart 2015.

## Gemeenten
Het kanton Aix-en-Provence-Sud-Ouest omvatte de volgende gemeenten:
- Aix-en-Provence (hoofdplaats) ( zuidelijk deel )
- Éguilles
- Meyreuil